# Tongo FC
El Tongo Football Club es un equipo de fútbol con sede de Brazzaville, República del Congo. El club actualmente juega en la Primera División del Congo.

## Historia
Fue fundado en el año 2010 en la ciudad de Brazzaville.[cita requerida] Debutó en la Segunda División del Congo en 2011, donde uno de los grupos consiguió el ascenso a Primera División del Congo por primera vez en su historia.[cita requerida] En 2012 debutaría en el Grupo Brazzaville, llegando en la 12.ª posición.
En 2014 en la Copa de Congo de Fútbol consiguió el mejor puesto del torneo de copa, donde llegó a los cuartos de final y quedó eliminado por Diables Noirs.

## Estadio
El Tongo juega en el Estadio Alphonse Massemba-Débat con capacidad de 33,037